# Schwarzohrpapagei
Der Schwarzohrpapagei (Pionus menstruus) ist ein Papagei der Neotropis.

## Merkmale
Beim 28 cm langen  Schwarzohrpapagei handelt es sich um einen kräftig gebauten Papagei mit großem Kopf und kurzem Schwanz.
Das  Gefieder ist großteils grün mit einem rosafarbenen Fleck an der Kehle und roten Unterschwanzdecken. Kopf, Hals und Brust sind leuchtend blau, die Ohrdecken dunkel. Die Geschlechter sehen sich ähnlich. Die Jungvögel haben weniger Blauanteile am Kopf und sind zumeist am Kopf anfangs vollständig grün befiedert. Später bilden sie immer mehr blaue Federn aus und sind nach ca. 1 Jahr gefärbt wie die Eltern.

## Vorkommen
Das Verbreitungsgebiet umfasst weite Teile des tropischen Amerikas von Costa Rica bis Bolivien und Südostbrasilien. Der  Schwarzohrpapagei lebt in Wäldern und halboffenen Landschaften, inklusive Kulturland.

## Verhalten
In der Regel lebt der Schwarzohrpapagei alleine oder in Paaren und sucht in  Baumkronen nach  Früchten, Sämereien, Blüten und Nüssen.
Außerhalb der Brutzeit bilden die Vögel auch große Schwärme und können in Plantagen  große Mengen an Obst und Feldfrüchte, wie Mais, vertilgen.
Die Papageien fliegen  oft eine beträchtliche Entfernung von und zu ihren Schlafplätzen, gewöhnlich in schnellem, kräftigem Flug mit lauten, harten Schreien und hohen, kreischenden Rufen hoch über den Bäumen.
Außerdem sind die Tiere zusammen mit anderen Papageien beim Fressen von mineralreicher Erde beobachten, wodurch sie wahrscheinlich die Giftstoffe neutralisieren, die sie mit einem Teil ihrer pflanzlichen Nahrung aufnehmen.

## Fortpflanzung

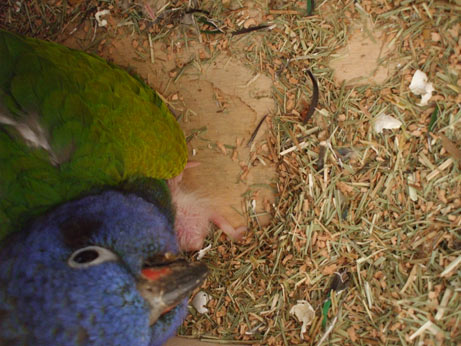
Schwarzohrpapagei mit Küken, 1–2 Tage alt

Das Brutpaar baut in sehr hoch gelegenen Baumhöhlen ein Nest. Das Gelege aus drei bis vier, selten aus 5 weißen Eiern wird hauptsächlich vom Weibchen zwischen 23 und 28 Tage ausgebrütet. Beide Elternvögel füttern die Jungvögel, die mit etwa acht Wochen flügge werden und das Nest verlassen. Wenige Tage vor dem eigentlichen Brutbeginn sondern sich die Paare vom Schwarm ab und werden aggressiver. Eimaße 31,5 mm × 25,1 mm, Brutbeginn oft ab Februar bis Juni; gebrütet wird meist ab dem 1. Ei; Brutdauer ca. 23 Tage; Nestlingszeit ca. 65 Tage; Jungtiere ab 90 Tagen selbständig; Nistkastengröße 25 cm × 25 cm × 50 cm.
Fütterung: verschiedene Obst- und Gemüsesorten (Brokkoli, Feigen, Erbsen, Mango, Papaya, Äpfel, Birne, Banane, …) abwechslungsreiche Körnermischung, halbreife Sämereien, Keimfutter, frische Zweige mit Knospen, regelmäßig Mineralstoffe; vor und während der Brut Aufzuchtfutter, lactosefreien Joghurt u. a.

## Bestand
Der Schwarzohrpapagei war weit verbreitet und meist überall noch häufig anzutreffen. Verbreitungsgebiet: Mittel- und Südamerika (Costa Rica, Panama, Ecuador, Kolumbien, Venezuela, Peru, Bolivien, Brasilien, Guyana, Surinam, Französisch-Guayana und vereinzelt Trinidad). Inzwischen steht er auf der Roten Liste 2013.